# 佩列霍季奇
51°37′10″N 27°0′16″E / 51.61944°N 27.00444°E
佩列霍季奇（烏克蘭語：Переходичі），是烏克蘭西北部的村莊，隸屬里夫內州的薩爾內區。該村始建於1850年，面積0.72平方公里，海拔高度142米，2001年人口510，人口密度每平方公里637.5人。